# Conector (lingvistică)
În lingvistică, noțiunea de conector nu are o definiție general acceptată, și nici ceea ce se consideră că reprezintă nu este denumit de toți autorii cu acest termen. Ceea ce este general admis despre conector este că acesta este un cuvânt sau un grup de cuvinte cu funcția de a conecta între ele unități lingvistice în cadrul unor unități lingvistice mai complexe decât cele care sunt interconectate: membri de sintagmă într-o sintagmă, sintagme într-o propoziție, propoziții într-o frază, fraze într-un paragraf, paragrafe într-un discurs sau text), și că este una din categoriile de entități lingvistice care asigură coeziunea și coerența unităților lingvistice.
Lingvistica a luat termenul „conector” din logica formală, care ia în seamă conectori logici. Aceștia realizează operații logice și corespund unor cuvinte gramaticale din limbajul natural, de exemplu conjuncția logică (corespunzătoare lui și) sau disjuncția logică, corespunzătoare lui sau. Lingvistica a extins semnificația termenului la orice cuvânt sau grup de cuvinte cu funcția menționată mai sus.
Atât în privința unităților lingvistice în care funcționează conectori, cât și în cea a entităților denumite prin termeni gramaticali (prepoziție, conjuncție, adverb etc.) care pot avea această funcție, părerile sunt împărțite.

## Entități lingvistice care constituie conectori
Unii lingviști consideră aceste entități o mulțime deschisă, în care unele formează o regiune cetrală marcantă. Posibilitatea folosirii acestora drept conectori este evidentă. Alte entități se situează la periferia mulțimii, distincția dintre funcția lor de conector și altă funcție nefiind clară. Acestea pot fi considerate conectori ocazionali. Alte entități intră cu totul ocazional în această mulțime, dar de fapt toate devin conectori numai în cursul comunicării prin limbă. Clasificarea de mai jos a conectorilor este făcută folosindu-se categorii din gramatica tradițională.
Sunt considerați conectori în primul rând conjuncțiile coordonatoare: și, sau, dar, deci.
Unele conjuncții subordonatoare sunt de asemenea considerate conectori (en  because – hu  mert „pentru că”, en  while „în timp ce”), altele fiind excluse dintre aceștia, de exemplu fr  que – hu  hogy „că”.
Conectori mai pot fi și unele cuvinte considerate în mod tradițional adverbe, numite în engleză conjuncts sau conjunctive adverbs „adverbe conjunctive”: en  so „așa că, astfel că”, therefore „deci, astfel, așadar, prin urmare”, en  however – nevertheless – fr  pourtant – de  allerdings – hu  mégis „totuși, cu toate acestea”.
Unele locuțiuni adverbiale constituie și ele conectori: en  on the other hand „pe de altă parte”, fr  au contraire „dimpotrivă”, hu  ezzel szemben „în schimb”, en somme „una peste alta”.
Grupuri de cuvinte, dintre care unele sunt la origine propoziții gramaticale, numite de unii „expresii curente”, au de asemenea funcție de conector: fr  il est vrai que… „este adevărat că…”, cela dit… „acestea fiind zise…”, admettons que… „să admitem că…”, ce qui veut dire que… „adică”, quoi qu’il en soit… „oricum”, toujours est-il que… „rămâne valabil faptul că…”.
Se întâlnește și părerea că unele prepoziții și locuțiuni prepoziționale sunt conectori, în special cele care se folosesc cu un verb la infinitiv sau cu un substantiv nume de acțiune, construcțiile acestea putând avea același sens cu al construcțiilor conjuncție + verb la un mod personal: fr  depuis „de la” (sens temporal), durant „în timpul”, pour „pentru”, en dépit de „în ciuda” etc.. Exemple în propoziții: fr  Grâce aux efforts que vous avez fournis, vous avez réussi „Ați reușit datorită eforturilor voastre”, À cause de la pollution, on ne peut plus pêcher dans cette rivière „Din cauza poluării nu se mai poate pescui în râul acesta”.
Conectori ocazionali pot fi, de exemplu, unele adverbe. Bunăoară, fr  toujours, care are sensul de bază „totdeauna” (adverb de timp), devine conector în anumite contexte: Allons au bistro! On y sera toujours au chaud „Hai la birt! Măcar o să stăm la căldură”.
Propoziții gramaticale oarecare pot de asemenea deveni conectori în anumite situații de comunicare. Exemple:
- hu  – Ez a Kati igazán csinos lány. – Ez nem akadályozza meg abban, hogy pocsékul főzzön. „– Kati asta este o fată într-adevăr drăguță. – Asta n-o împiedică să gătească groaznic de prost” (frază echivalentă cu „Dar ce prost gătește!”, cu conectorul „dar”)[4];
- fr  Tous les jours, l’été, lorsque le soleil commençait à baisser,… „În fiecare zi, vara, când soarele începea să apună,…” – conector cu sens temporal care introduce un paragraf într-o legendă[7].

Chiar și elemente prozodice pot deveni conectori, cum ar fi intonația exclamativă în propoziția hu  – Pocsékul főz! „– Gătește groaznic de prost”, echivalentă cu cea de mai sus, ba chiar și un element extralingvistic, precum un gest sau o mimică.

## Unități lingvistice legate între ele prin conectori
Din cele de mai sus reiese că, după unii lingviști, unitățile cele mai mici legate între ele prin conectori se află în interiorul sintagmelor și propozițiilor, adică sunt părți de propoziție. Acești conectori sunt conjuncții și prepoziții.
Unități superioare sintagmelor sunt propozițiile din cadrul frazelor, propoziții conectate între ele prin conjuncții și unele adverbe. Propoziții independente nefăcând parte din aceeași frază și fraze învecinate în cadrul paragrafului (unitate a unui text scris și, prin extensie, a unui discurs oral) sau al dialogului sunt interconectate prin conjuncții, adverbe și entități mai complexe decât acestea. De menționat că unii lingviști nu vorbesc de conectori în cazul unităților mai mici decât paragraful.
Considerând că unitatea lingvistică cea mai extinsă este discursul sau textul, și că acesta este compus din unități de niveluri inferioare, la nivelurile amintite până aici, conectorii contribuie la realizarea microstructurii și mezostructurii discursului/textului. Acești conectori sunt numiți de unii autori fr  marqueurs de relation „marcatori de relație” sau coordonnants „coordonatori”.
Macrostructura discursului/textului este realizată prin legături între paragrafe, la care contribuie conectori numiți de unii lingviști fr  organisateurs textuels „organizatori de text”. Aceștia sunt o parte din marcatorii de relație, plus alte entități. De exemplu, o locuțiune prepozițională precum fr  grâce à „datorită” nu este organizator de text, dar de exemplu conjuncția donc „deci”, adverbul ensuite „apoi”, locuțiunea adverbială en premier lieu „în primul rând”, expresia curentă il est vrai que „este adevărat că”, propozițiile gramaticale conectori ocazionali sunt organizatori de text.
Nu se face totdeauna deosebire între marcatori de relație și organizatori de text. Se găsesc pentru aceste entități și termenii comuni articulateur „articulator”, marqueur de discours „marcator de discurs” sau marqueur discursif „marcator discursiv”.

## Funcții ale conectorilor
Funcția principală a conectorilor este de a lega între ele unități lingvistice pentru a contribui la realizarea coeziunii și coerenței structurale a părților mai mari ale discursului/textului și ale întregului acestuia.

### Funcții semantico-logice și semantico-pragmatice
Unii autori disting categorii de conectori după două tipuri de legături realizate. Conectorii logici sunt elemente lingvistice care exprimă în logica formală conjuncția (și), disjuncția (sau), implicarea (dacă…, atunci…) etc., și entități lingvistice echivalente cu acestea. Conectorii logici leagă între ele propoziții în sensul din logică al termenului, adică exprimări ale factualității unei stări de lucruri date, alfel spus cărora li se poate atribui o valoare de adevăr (adevărat sau fals). Conectorii care nu intră în această categorie sunt numiți pragmatici, de exemplu conjuncția en  because „pentru că”. Conform altei păreri nu este pertinent să se distingă conectori logici și pragmatici, pentru că cei numiți logici nu leagă totdeauna între ele propoziții în sens logic, prin urmare se poate vorbi despre conectori în general, care au funcția de a realiza conexiuni semantico-logice și semantico-pragmatice.

#### La nivel micro- și mezostructural
Din punct de vedere semantico-logic și semantico-pragmatic, conectorii realizează în primul rând raporturi de coordonare în sensul celor definite în gramaticile tradiționale, inclusiv cele ale limbii române, pentru conjuncțiile coordonatoare, dar nu numai conjuncții participă la acestea, și nu numai în propoziție/frază. Exemple:
- coordonare copulativă: Dan împodobește pomul și Maria îl ajută.[18]; fr  Internet est une source inépuisable d’informations. De plus, c’est un remarquable outil de communication. „Internetul este o sursă inepuizabilă de informații. În plus, este un instrument de comunicare remarcabil.” [7];
- coordonare adversativă: Eu nu-mi petrec Crăciunul în România, ci mă duc în Franța.[19]; fr  Michel est d’accord avec le projet. Par contre, il refuse de travailler avec cette équipe. „Michel este de acord cu proiectul. În schimb refuză să lucreze cu această echipă.”[6];
- coordonare disjunctivă: Te duci la școală azi sau stai acasă?[19]; fr  Tout le monde a une métaphysique. Patente, latente. Je l’ai assez dit. Ou alors on n’existe pas. „Toți avem o metafizică. Patentă, latentă. Am spus-o de destule ori. Sau dacă nu, nu existăm.” (Charles Péguy)[20];
- coordonare conclusivă: Muncesc, deci câștig[21]; en  There has been no rainfall for some time. The ground is therefore very dry. „N-a mai plouat de o vreme. De aceea pământul e foarte uscat.”[22].

În gramaticile unor limbi este luată în seamă și coordonarea cauzală: en  He is happy, for it is raining „E fericit, căci plouă”; fr  Partons, car il se fait tard. „Să plecăm, căci se face târziu.”.
Conectorii realizează și alte tipuri de relații. Chartrand 1999 menționează fr :
- enumerare: Internet est une source d’informations facilement accessible. Premièrement, de plus en plus de gens sont « branchés » au bureau ou à la maison. Deuxièmement, ces dernières années, une multitude de cafés Internet ont vu le jour, partout dans le monde. „Internetul este o sursă de informații ușor accesibilă. În primul rând, din ce în ce mai mulți oameni sunt conectați la birou sau acasă. În al doilea rând, în ultimii ani au văzut lumina zilei o mulțime de cafenele Internet, în toată lumea.”;
- concesie: La Toile est un outil de communication d’une rare efficacité. Bien sûr, il arrive parfois que le réseau soit débordé […] „Web-ul este un instrument de comunicare de o rară eficacitate. Desigur, se întâmplă uneori ca rețeaua să fie supraîncărcată […]”;
- explicație: Internet est un instrument de recherches remarquable. En effet, en quelques minutes seulement, l’utilisateur du Net peut accéder […] „Internetul este un instrument de căutare remarcabil. Într-adevăr, numai în câteva minute, utilizatorul Netului poate accesa […]”;
- ilustrare: L’autoroute électronique comporte tout de même certains désavantages. Ainsi, la publicité inonde […] les internautes. „Autostrada electronică are totuși unele dezavantaje. Astfel, publicitatea îi inundă […] pe internauți.”;
- sinteză: Bien qu’Internet soit perfectible et que la qualité des informations qu’on y retrouve laisse parfois à désirer, de plus en plus de gens […] en découvrent les multiples possibilités. En somme, l’inforoute demeure un merveilleux outil d’information et de communication. „Deși Internetul este perfectibil, iar calitatea informațiilor care se găsesc pe acesta lasă uneori de dorit, din ce în ce mai mulți oameni […] îi descoperă multiplele posibilități. Pe scurt, infostrada rămâne un minunat instrument de informare și comunicare.”;
- situare în timp: En 2001, 46 % des Québécois naviguaient dans Internet mensuellement. On peut maintenant présumer que la moitié des Québécois visitent la Toile fréquemment. „În 2001, 46% dintre locuitorii Québec-ului navigau lunar pe Internet. Acum se poate presupune că jumătate din locuitorii Québec-ului vizitează frecvent Web-ul.”

În afară de acestea mai sunt și alte relații exprimate de conectori. Čirgić 2010 menționează:
- situare în spațiu: Ušli su u jednu sobicu na kraju hodnika. Onđe nije bilo ničega. „Au intrat într-o odăiță de la capătul coridorului. Acolo nu era nimic.”;
- mod: Obilazio je pogon triput dnevno. Tako je mogao imati uvid u sve što se događa. „Trecea prin fabrică de trei ori pe zi. Astfel putea avea o privire asupra a tot ce se întâmpla.”;
- scop: Hoćahu da obiđu sve glavne gradove južne Evrope. S tom namjerom krenuše na put krajem prošle neđelje. „Au vrut să treacă prin toate capitalele din Europa de Sud. Cu acest scop au pornit la drum săptămâna trecută.”;
- condiție: Ljekove nikako ne smijete prestati uzimati. U tome slučaju bilo bi uzaludno sve što smo dosad napravili. „Nicidecum să nu încetați să luați medicamentele. Într-un asemenea caz ar fi zadarnic tot ce am făcut până acum.”
- excludere: Svi su bili onđe već u osam. Samo se on pojavio tek poslije devet. „Toți au fost acolo deja la ora opt. Numai el a apărut abia după nouă.”
- intensificare: Mislim da je krajnje vrijeme za odlazak. Štoviše trebali smo otići i prije. „Cred că e timpul să plecăm. Ba chiar trebuia să plecăm mai demult.”

Sunt și conectori caracteristici pentru anumite tipuri de limbaj, cum este limbajul științific. Exemple în franceză:
- anunț: Je me propose de passer en revue… „Îmi propun să trec în revistă…”, Nous verrons que… „Vom vedea că…”, Nous esquissons ci-dessous… „Schițăm mai jos…;
- digresiune: Notons au passage que... „Să notăm în trecere că…”, Soit dit en passant, … „În treacăt fie spus…”;
- exemplificare: Soit… „Fie…”, (Prenons) un seul exemple… „(Să luăm) un singur exemplu…”, Qu’il suffise de citer… „Este suficient să cităm…”;
- ipoteză: On peut supposer que… „Se poate presupune că…”, Supposons que… „Să presupunem că…”;
- inferență: Il ressort de ce qui précède que… „Reiese din cele precedente că…”, Il découle de ces constatations que… „Din aceste constatări decurge că…”;
- introducere tematică: Abordons maintenant… „Să abordăm acum…”, Passons à… „Să trecem la…”;
- scoatere în evidență: Encore faut-il remarquer que…  „Mai trebuie să remarcăm că…”, Notons que… Să notăm că…”, Précisons que… „Să precizăm că…”;
- reformulare: (Pour le dire) en d’autres termes,… „Cu alte cuvinte,…” ;
- trimitere și atribuire: X affirme que… „X afirmă că…”, Comme dit X… „După cum spune X…, Nous renvoyons sur ce point à X „Trimitem în legătură cu aceasta la X”;
- sugestie: Il va sans dire que… „Se înțelege că…”, Force est de constater que… „Trebuie să constatăm că…”, On peut penser que… „Se poate crede că…”.

#### La nivel macrostructural
La acest nivel funcționează organizatori de text, care fac trecerea între paragrafe. Sunt de regulă la începutul acestora, marcând ordinea și progresia ideilor, mai ales în discursuri/texte argumentative. De exemplu, primul paragraf numește tema discursului și formulează o teză referitoare la ea, al doilea paragraf, care poate începe cu fr  D’abord,… „Mai întâi,…” sau Premièrement,… „În primul rând,…”, prezintă un prim argument, al treilea paragraf, începând de pildă cu Ensuite,… „Apoi,…” sau Deuxièmement,… „În al doilea rând,…”, avansează un al doilea argument. Al patrulea paragraf prezintă eventual o concesie, începând cu Bien sûr,… „Desigur,…”, pe care vorbitorul o poate respinge în cadrul aceluiași paragraf, începând o frază cu Mais… „Dar…” sau Cependant,… „Totuși,…”. Ultimul paragraf este conclusiv, putând începe cu En somme,… „Pe scurt,…” sau En conclusion,… „În concluzie,…”.
Organizatorii textuali pot fi și cu totul ocazionali. Tipologia lor este parțial aceeași ca și a marcatorilor de relație. Există organizatori textuali de timp (fr  ensuite „apoi”, au cours du XXe siècle „în cursul secolului al XX-lea”), de spațiu și loc (à côté „alături”, au bord de la rivière „pe malul râului”), de enumerare, ordine sau succesiune (pour commencer „pentru început”, enfin „în fine”), de explicare sau justificare (autrement dit „altfel spus”, pour cette raison „din acest motiv”), de ierarhizare (surtout „mai ales”, par-dessus tout „înainte de toate”), de opoziție și de concesie (au contraire „dimpotrivă”, certes „desigur”), de concluzie (en somme „pe scurt”, en conclusion „în concluzie”).
Sunt și organizatori textuali care nu există și ca marcatori de relație, uneori având forma unei propoziții întregi. Majoritatea lor sunt tot la început de paragraf. Exemple de organizatori de text temporali dintr-o legendă: fr : Une vingtaine d’étés durant,… „Timp de vreo douăzeci de veri,…”, Elle était toute jeune encore… „Era încă foarte tânără…”, Depuis que le vieillard était disparu,… „De când dispăruse bătrânul,…”, Tous les jours, l’été, lorsque le soleil commençait à baisser,… „În fiecare zi, vara, când soarele începea să apună,…”, Cet automne-là,… „În toamna aceea,…”, Et puis un soir,… „Apoi, într-o seară,…”.

### Alte funcții
În afară de conexiuni, la coeziunea și coerența părților de discurs/text și a întregului acestuia contribuie și referiri la ceva precedent în acesta ([[Anaforă lingvistică)|anaforă), la ceva următor (cataforă), și la ceva din realitatea exterioară discursului/textului (deixis). 
Unii autori consideră aceste funcții secundare pentru unii conectori, fără să considere conectori toate entitățile lingvistice anaforice, cataforice și deictice. De exemplu, conectorii fr  pour cette raison „din această cauză” sau ceci dit „acestea fiind zise” sunt și entități anaforice care se referă la ceea ce a fost spus/scris imediat mai înainte.
Alți autori includ printre conectori și entități lingvistice cu funcție numai anaforică sau cataforică. Exemple:
- pronume personal: fr  Ce peintre est très admiré; il a exposé ses œuvres dans plusieurs pays. „Acest pictor este foarte admirat; (el) și-a expus operele în mai multe țări.” (anaforă)[29];
- pronume demonstrativ: hu  Ezt kóstold meg! Ilyen jó halászlét még nem ettél. „Asta s-o guști! Așa bună ciorbă pescărească n-ai mai mâncat.” (cataforă)[8];
- articol hotărât: hu  Tegnap hárman kértek szállást a fogadóban. A vendégek két napig maradtak. „Ieri au fost trei care au cerut cazare la han. Clienții au stat două zile.” (anaforă)[8].

## Legătură externă
- fr  BDL, pagina Liste de charnières (Listă de conectori) (accesat la 29 ianuarie 2019)